# 越老友好合作条约
越老友好合作条约，是老挝共产党和越南共产党于1977年7月18日在万象签署的条约，10月31日生效，有效期25年，是当时越南构思建立“印度支那联邦”的重要布局。

## 条约内容
条约内容一共七条，主要包括：
- 捍卫发展越南和老挝的特殊关系；
- 不断加强各领域的团结互信，长期合作与互助；
- 维护主权和领土完整以及彼此的合法利益，不干涉彼此的内部事务；
- 捍卫人民的和平劳动，反对帝国主义和外国反动势力破坏的一切计划和行为；
- 双方严格尊重并充分支持对方的独立国际政策。

## 影响
之后越南通过增派军队、顾问和专家从实际上掌管了老挝，老挝由此成为越南的附属国。1979年，中越战争爆发，中国要求越南撤出老挝。3月21日，越南在《越共中央电贺老党成立二十四周年》中再次强调越南完全按照1977年签订的《越老友好合作条约》履行义务。
2012年是越老团结友好年，双方共同庆祝建交50周年和《越老友好合作条约》签署35周年。年内，两国大力推进政治、经济和文化社会等所有领域的合作。

### 引用
- ລາຍການພິເສດ: ປີມິດຕະພາບ ຫວຽດນາມ-ລາວ 2017
- ລາວ – ຫວຽດນາມ | ລາວໂພສຕ໌ Laopost （页面存档备份，存于）
- Treaty of Friendship and Cooperation between the Lao People's Democratic Republic and the Socialist Republic of Vietnam （页面存档备份，存于）
- 老挝举行老越建交55周年和《老越友好合作条约》签署40周年纪念仪式
- 越老友好合作条约| Vietnam+ (VietnamPlus) - 越通社 （页面存档备份，存于）
- New Pacts Link Laos More Closely With Vietnam - New York Times （页面存档备份，存于）

### 书籍
- 《老挝史》 格兰特·埃文斯（Grant Evans） 东方出版中心出版 2011年8月 ISBN 9787547303788